# اچ‌ام‌اس لوستوفت (۱۹۱۳)
اچ‌ام‌اس لوستوفت (۱۹۱۳) (به انگلیسی: HMS Lowestoft (1913)) یک کشتی بود که طول آن ۴۵۷ فوت (۱۳۹٫۳ متر) بود. این کشتی در سال ۱۹۱۳ ساخته شد.